# Народна организация на Югозападна Африка
СУАПО или Народна организация на Югозападна Африка (SWAPO или South-West Africa’s Peoples Organization) е политическа партия и бивше освободителното движение в Намибия. Тя е управляващата партия от обявяването на независимостта на страната да момента.
През Първата световна война армията на ЮАС тогава или днешен ЮАР окупира територията на Германска Югозападна Африка като я превръща в свой протекторат. Успоредно с водената политика на апартейд в ЮАР страната се опитва да прокара същите принципи и в своята колония. Тези два факта са предпоставка през 1960 г. в северната част на страната да бъде сформирано освободителното движение СУАПО. Нейни основоположници са представители от народа овамбо. В началото тя представляна националистическа организация, която по-късно прераства в организация провеждаща партизанска борба срещу формирования на южноафриканската армия. През 1975 г. Ангола извоюва своята независимост от Португалия и това дава тласък в борбата на СУАПО за независимост. Северната съседка предлага своята територия за формиране на бази на СУАПО и борбата прераства в погранична война.
След обявяването на независимостта на Намибия новият президент на страната Сам Нуйома е и председател на партията. Той е бил на поста три мандата като последния мандат и станал възможен след промяна на Конституцията. Наследникът му днес Хификепуне Похамба е също виден активист на партията и настоящ неин председател. Парламентът също е доминиран от СУАПО.
СУАПО е пълноправен член на Социалистическия интернационал.